# Гелиодон

Демонстрация работы гелиодона

Гелиодон (heliodon) — устройство, регулирующее угол между плоскостью и лучом света, чтобы получить освещение объекта соответствующим реальному на выбранной широте в указанное время. Применяется в архитектуре. Поместив модель здания на плоскую поверхность гелиодона и отрегулировав угол между светом и плосккостью, исследователь может увидеть, как здание будет выглядеть в трехмерном солнечном луче в разные даты и время суток.

## Научное обоснование
Земля — летящий в пространстве шар, освещённый практически параллельными (с учётом соотношения диаметра Земли и расстояния Земля-Солнце) лучами света. Угол, под которым освещён участк Земли, определяется:
- Широтой местности, дающей положение на кривой Земле между экватором и одним из полюсов.
- Временем суток на этом участке, указывающим на видимое положение Солнца в пределах его суточной траектории, описываемой по небосводу.
- Датой, поскольку ось вращения Земли находится под углом, отличным от прямого, к плоскости её орбиты вокруг Солнца, отчего, в том числе, наблюдается и смена времён года[1].

## Применение устройства
Для улучшения энергосбережения зданий, их конструкция должна учитывать пассивный солнечный дизайн. Это позволяет зимой пропускать в здание больше света и тепла, а летом (при другом положении Солнца на небосводе) отражать избыточное освещение, несущее также и тепло. Таким образом, снижаются расходы на отопление и кондиционирование, уменьшаются издержки содержания и стоимость здания с установленными приборами. Гелиодон оказывает в таком случае неоценимую помощь архитекторам. Пассивные методы солнечного дизайна легко могут быть применены в новых зданиях, а также использоваться при модернизации уже существующих. В связи с ростом запросов на энергосбережение, применение таких методов расширяется, однако вместо гелиодона всё более широко применяется трёхмерное компьютерное моделирование.